# Jobova zvěst
Jobova zvěst (také Jobova zpráva či jobovka) je ustálené slovní spojení, které označuje zprávu o neočekávané tragické nebo nepříjemné události či špatnou zprávu všeobecně. Původem je ze Starého zákona, z knihy Jób. Bohatý Jób podle stejnojmenné starozákonní knihy žil v zemi Uz poblíž Edomu. Bůh se satanovi chlubil Jóbovou zbožností, satan však namítl, že není těžké být zbožný, když se daří, a požádal Boha, aby Joba týráním mohl vyzkoušet (Job 1,6–9). A tak brzy za Jobem přiběhl posel se zprávou, že zloději ukradli jeho stáda volů. Druhý pak oznámil zcizení stád velbloudů a další přinesl zprávu o zničujícím ohni. Krutou zvěst přinesl čtvrtý posel - všech deset Jobových dětí zahynulo při zřícení domu při návštěvě u nejstaršího z nich. Z Jóba se stal žebrák a osamocený zdrcený muž, ale nerouhal se (Job 1,13–22).
Ďábel pokračoval - seslal na Jóba malomocenství a také nařčení, křivdy a pomluvy od ženy a přátel: že nevinného by Bůh takhle trpět nenechal. Protože i to Jób přijímal pokorně a nevinil z toho Hospodina, musel ďábel přiznat prohru. Jób se uzdravil a opět shromáždil majetek. Narodilo se mu znovu sedm synů a tři dcery a žil prý ještě sto čtyřicet let.